# دينيل مالدونادو
دينيل عمر مالدونادو مونجويا (بالإسبانية: Denil Omar Maldonado Munguía)(ولد في 26 مايو 1998) هو لاعب كرة قدم هندوراسي مدافع لنادي الدوري الأمريكي لكرة القدم لوس أنجلوس إف سي في الدوري الأمريكي، إعارة من موتاجوا في دوري الدرجة الأولى في هندوراس.

## الأندية

### نادي ديبورتيفو موتاجوا
بدأ مالدونادو مسيرته المهنية مع إف سي لموتاجوا تحت إدارة دييغو فاسكويز. كان لأول مرة في 6 سبتمبر 2015 في هزيمة 2-4 على أرضه ضد سي دي. ريال سوسييداد. سجل أول هدف له في الدوري في 2 ديسمبر 2018 في مباراة نصف النهائي ضد بلاتينسي إف سي .

## دوليا

### تحت 17
مثل مالدونادو هندوراس في كأس العالم تحت 17 سنة 2015 في تشيلي.

### تحت 20
شارك منتخب هندوراس لكرة القدم لأقل من 20 عامًا في ألعاب أمريكا الوسطى والكاريبي لعام 2018 في كولومبيا. لعب مالدونادو في جميع المباريات الخمس وسجل هدفا ضد ترينيداد وتوباغو. 

## وصلات خارجية
- دينيل مالدونادو على موقع الدوري الأمريكي (الإنجليزية)
- دينيل مالدونادو على موقع إي إس بي إن إف سي (الإنجليزية)
- دينيل مالدونادو على موقع قاعدة بيانات كرة القدم.إي يو (الإنجليزية)
- دينيل مالدونادو على موقع ناشيونال فوتبول تيمز (الإنجليزية)
- دينيل مالدونادو على موقع Soccerbase.com (لاعب) (الإنجليزية)
- دينيل مالدونادو على موقع Soccerway.com (الإنجليزية)
- دينيل مالدونادو على موقع عالم كرة القدم.نت (الإنجليزية)
- دينيل مالدونادو على موقع أوليمبيديا (الإنجليزية)

1. ↑  "El Everton chileno confirma el fichaje de Denil Maldonado". El Heraldo. مؤرشف من الأصل في 2023-04-22. اطلع عليه بتاريخ 2020-09-10.
2. ↑  "Motagua se vuelve a comer cuatro; esta vez de Real Sociedad". Diez - Diario Deportivo (بes-HN). Archived from the original on 2019-05-15. Retrieved 2019-08-26.{{استشهاد ويب}}:  صيانة الاستشهاد: لغة غير مدعومة (link)
3. ↑  "Motagua llega a la final como un "ciclón" - Diario Deportivo Más". www.diariomas.hn. مؤرشف من الأصل في 2018-12-06. اطلع عليه بتاريخ 2019-08-26.
4. ↑  "FOTOS: Uno a uno, ellos son los 21 mundialistas Sub17 de Honduras". Diez - Diario Deportivo. مؤرشف من الأصل في 2019-03-04. اطلع عليه بتاريخ 2019-08-26.
5. ↑  "Universitario que murió en asalto era hermano de jugador del Motagua y de la Sub 20 de Honduras". Diario El Heraldo (بes-HN). Archived from the original on 2018-12-01. Retrieved 2019-08-26.{{استشهاد ويب}}:  صيانة الاستشهاد: لغة غير مدعومة (link)